# Административное деление Российской империи на 1 января 1825 года
Российская империя по состоянию на 1 (13) января 1825 года (после реформы М. М. Сперанского) делилась на генерал-губернаторства, губернии, области и уезды
- Польское Царство и Финляндское княжество
- общее число генерал-губернаторств — 2
- общее число губерний — 50
- общее число областей на правах губернии — 7
- столица — город Санкт-Петербург
- отличия от 1 января 1819 года:
- вновь образованы:

1. Восточно-Сибирское генерал-губернаторство (январь 1822 года) — в составе Енисейской и Иркутской губернии, Якутской области, приморских управлений: Охотского и Камчатского, пограничного с Китаем Троицко-Савского управления
2. Енисейская губерния (январь 1822) из части Иркутской губернии
3. Западно-Сибирское генерал-губернаторство (январь 1822 года) — в составе Тобольской, Томской губерний и Омской области
4. Омская область Западно-Сибирского генерал-губернаторства (январь 1822) из части Тобольской и Томской губерний

- упразднены (или вышли из состава):

1. Камчатская область (январь 1822) в Иркутскую губернию (Камчатское приморское управление)

- переименованы:

1. Кавказская губерния в Кавказскую область

- список генерал-губернаторств:

1. Восточно-Сибирское генерал-губернаторство (центр — Иркутск)
  1. Енисейская губерния
  2. Иркутская губерния
  3. Якутская область
2. Западно-Сибирское генерал-губернаторство (центр — Омск)
  1. Тобольская губерния
  2. Томская губерния
  3. Омская область
  4. 2 округа сибирских киргизов

- список всех губерний:

1. Архангельская
2. Астраханская
3. Виленская
4. Витебская
5. Владимирская
6. Вологодская
7. Волынская (центр — Новоград-Волынский)
8. Воронежская
9. Вятская
10. Гродненская
11. Грузинская
12. Екатеринославская
13. Енисейская (центр — Красноярск)
14. Иркутская
15. Казанская
16. Калужская
17. Киевская
18. Костромская
19. Курляндская (центр — Митава)
20. Курская
21. Лифляндская (центр — Рига)
22. Минская
23. Могилёвская
24. Московская
25. Нижегородская
26. Новгородская
27. Олонецкая
28. Оренбургская
29. Орловская
30. Пензенская
31. Пермская
32. Подольская (центр — Каменец-Подольский)
33. Полтавская
34. Псковская
35. Рязанская
36. Санкт-Петербургская
37. Саратовская
38. Симбирская
39. Слободско-Украинская (центр — Харьков)
40. Смоленская
41. Таврическая
42. Тамбовская
43. Тверская
44. Тобольская
45. Томская
46. Тульская
47. Херсонская
48. Черниговская
49. Эстляндская (центр — Ревель)
50. Ярославская

- список областей:

1. Белостокская область
2. Бессарабская область
3. Земля Войска Донского
4. Имеретинская область
5. Кавказская область (центр — Ставрополь)
6. Омская область
7. Якутская область